# ケンタッキー・カーネルズ
ケンタッキー・カーネルズ(Kentucky Colonels)は、アメリカ合衆国に存在したABAのバスケットボールチームである。
似た言葉でケンタッキー・カーネルという言葉があり、ケンタッキーフライドチキン創業者のカーネル・サンダースなどケンタッキー州に貢献した人物に送られる名誉大佐という称号がある。
ケンタッキー・カーネルズはABAのメンバーとして9年間戦った。チームはリーグ史上最も勝利したがNBAには加わらなかった。チームはケンタッキー州のルイビルを本拠地とした。
平均的な力のチームだったがカーネルズはケンタッキー州出身のスター選手ルイ・ダンピアとダレル・キャリアーを獲得した。彼ら2人はその時代を代表した長距離砲でABAの3ポインシュートルールによって大いにチームを助けた。キャリアーは5シーズンプレイした。そしてダンピアはカーネルズ一筋でプレイした。
1970-71シーズンにダン・イッセルが加入した。イッセルの加入によってカーネルズは全米により知られるようになった。彼はレギュラーシーズン中は平均的な記録だったにもかかわらずABAチャンピオンシップで大活躍したが、ユタ・スターズに3勝4敗で敗れた。
1971年はビッグマンのアーティス・ギルモアと契約しさらにチームは良くなると考えられた。ギルモアと契約したことでカーネルズは数年間強豪となった。ギルモアのルーキーシーズン、チームはリーグ史上最高の68勝したがプレイオフ1回戦でニューヨーク・ネッツに大番狂わせを食らった。1972-73シーズンも再びチャンピオンシップに戻ってきたがインディアナ・ペイサーズとのタフなシリーズを3勝4敗で落とした。
シーズン終了後、フランチャイズがシンシナティに移転する直前まで行ったがケンタッキー・フライドチキンのオーナーとなるジョン・ブラウンによってチームが購入された。ブラウンはチームへの関心を増すためにABAの人気コーチだったベイブ・マッカーシーを採用した。しかしプレイオフ2回戦でネッツに敗れてブラウンはマッカーシーを解雇した。
1974-75年シーズン、ブラウンオーナーはNBAでアシスタントコーチをしたことのあるヒュービー・ブラウン(血縁関係ではない）を採用しチャンピオンシップを獲得した。レギュラーシーズンを23勝3敗でプレイオフに進出、にっくき相手ペイサーズを4勝1敗で破りABAチャンピオンになった。最後の試合、ギルモアは29得点、そして驚くべきことに31リバウンドを記録した。
1975年の栄光はブラウンオーナーがダン・イッセルをボルチモアに財政的な理由で放出したことで終わった。オールスター選手のカルドウェル・ジョーンズが代わりに加入したがチームに溶け込まなかった。ジョーンズはシーズン半ばに若いモーリス・ルーカスに代わられた。ヒュービーコーチはチーム内に競争を持ち込んだが、彼らはプレイオフでデンバー・ナゲッツに3勝4敗で敗れた。
カーネルズはリーグで最もタレント豊富なチームの1つでファンも多かったがABAがNBAに吸収される際、リーグを移ることなく解散した。
カーネルズの選手は分配ドラフトにかかり、ギルモアはシカゴ・ブルズに、モーリス・ルーカスはポートランド・トレイルブレイザーズへ、そしてダンピアはサンアントニオ・スパーズのシックススマンとしてキャリアを終えた。 ヘッドコーチのヒュービー・ブラウンはアトランタ・ホークスで解雇されるまで5年間指揮を取った。

2004年、新しいABAのチーム、カーネルズがルイビルに戻って来た。ロースターには何人かのケンタッキー大学出身の選手を含んでいた。チームのフロントには、元NBAのベテランのトゥリー・ロリンズがゼネラルマネージャーになった。2勝5敗でスタートした後、ヘッドコーチが交代しアシスタントコーチが率いたチームは19勝12敗でシーズンを終了してプレイオフ2回戦でABAチャンピオンになったアーカンソー・リムロッカーズに敗れた。Antwain Barbour1 は2004-05シーズンのオールABAに選ばれヘッドコーチの Kevin Keathley はABA最優秀コーチに選ばれた。2006年カーネルズは2勝14敗に終わった。